# Hệ thống tổ chức kiến thức cơ bản
Hệ thống tổ chức kiến thức đơn giản (SKOS) là một tập ngôn ngữ của các ngôn ngữ chính thức được thiết kế để biểu diễn cho từ điển, mô hình phân loại, nguyên tắc phân loại, các hệ thống môn học, hoặc bất kỳ các loại khác của dạng từ vựng có cấu trúc được kiểm soát. SKOS được phát triển dựa trên chuẩn RDF và RDFS, và mục tiêu chính là cho phép xuất bản các từ vựng có cấu trúc được kiểm soát sử dụng trong Semantic Web. SKOS hiện được xây dựng tích hợp trong W3C framework.

## Lịch sử

### Dự án DESIRE II (1997-2000)
Dự án tiền thân của SKOS là xây dựng từ điển RDF được thực hiện trong giai đoạn thứ hai của dự án EU DESIRE .

## Dữ liệu
Có một vài nguồn dữ liệu dạng SKOS có sẵn hiện nay trên internet.
- SKOS DataZone wiki [2] Tổ chức W3C khuyến cáo sử dụng danh sách các nguồn dữ liệu SKOS có sẵn trong một wiki. Hầu hết các dữ liệu tìm thấy có thể dùng trong các ứng dụng thương mại và nghiên cứu